# Kościół Świętych Apostołów Piotra i Pawła w Namysłowie
Kościół Świętych Apostołów Piotra i Pawła – rzymskokatolicki kościół parafialny w Namysłowie. Świątynia należy do Parafii Świętych Apostołów Piotra i Pawła w Namysłowie w dekanacie Namysłów wschód, archidiecezji wrocławskiej.
22 października 1959 roku, pod numerem 603/59, kościół został wpisany do rejestru zabytków województwa opolskiego.

## Historia kościoła

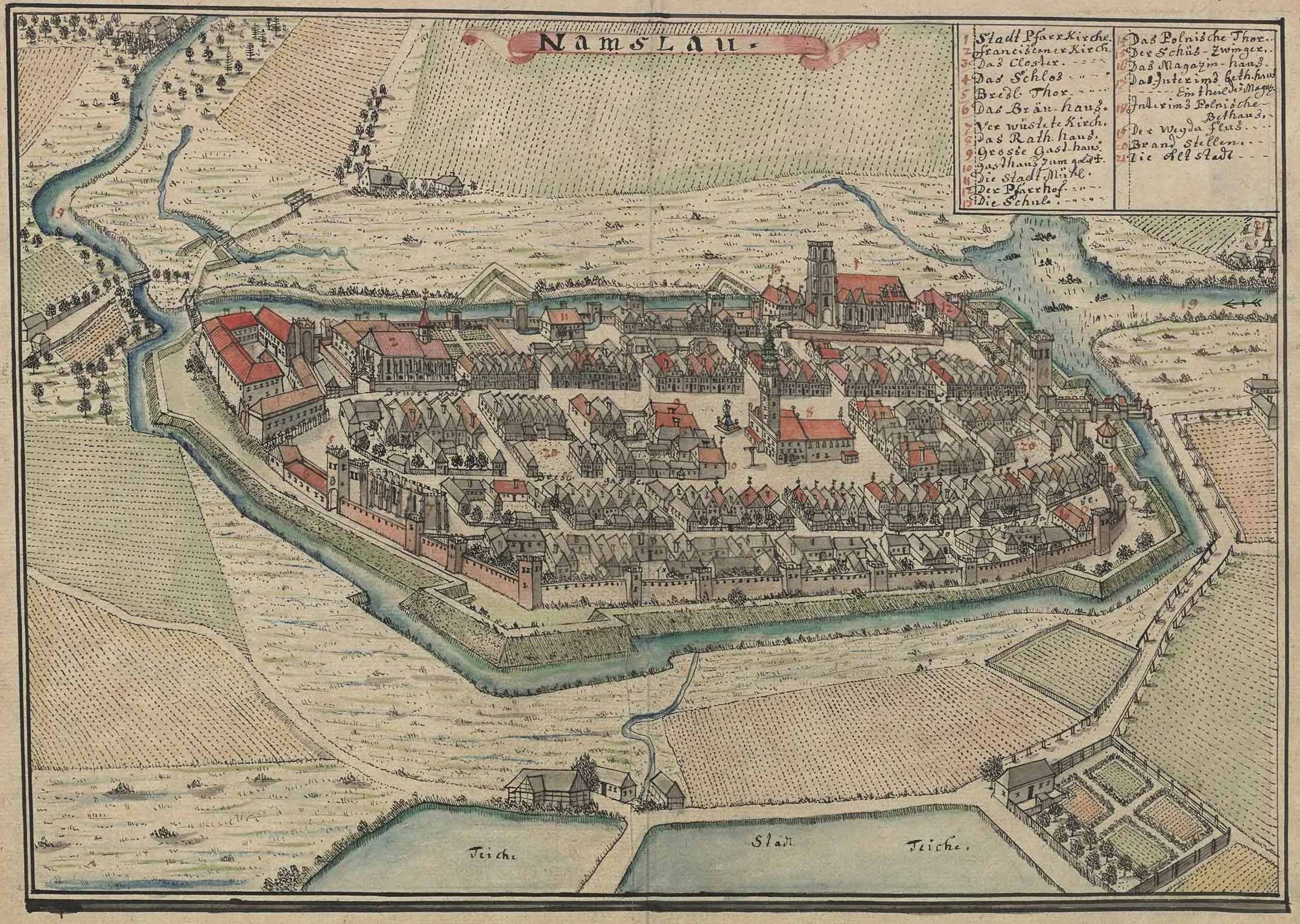
Widok Namysłowa z kościołem pw. św. Piotra i Pawła z połowy XVIII w.

Pierwsza wzmianka o drewnianym kościele pochodzi z 1278 roku; proboszczem był wówczas ksiądz Dietriech. Kolejna pochodzi z roku 1321, gdzie widnieje podpis proboszcz Jeschco na dokumencie księcia Konrada I Oleśnickiego (władcy Namysłowa w latach 1312-23). Patronat nad kościołem sprawowała wówczas rada miejska.
Na początku XV wieku rozpoczęto budowę nowego, murowanego kościoła. Rozpoczęcie prac budowlanych nastąpiło w 1401 lub 1405 roku (dokładna data nie jest znana). Kościół wraz z wieżą został ukończony w 1441 roku. Wybudowany został w ciągu miejskich umocnień, stanowiąc integralną część murów obronnych miasta. W czasie pożaru w 1483 roku świątynia została częściowo zniszczona. Początkowo prowizorycznie został odbudowany, a jego dalsza rozbudowa trwała do początków XVI wieku. W 1525 roku, w wyniku reformacji, kościół został przejęty przez ewangelików, którzy rok później dobudowali zakrystię. W 1655 budowla ponownie przechodzi w ręce katolików. W XVII-XIX wieku kościół był wielokrotnie remontowany i odnawiany. W latach 1868–1869 odnowiony w stylu neogotyckim. Teren przykościelny otoczony murem, pochodzącym z 1713 roku, do początków XIX wieku pełnił funkcję cmentarza.

## Architektura i wyposażenie kościoła

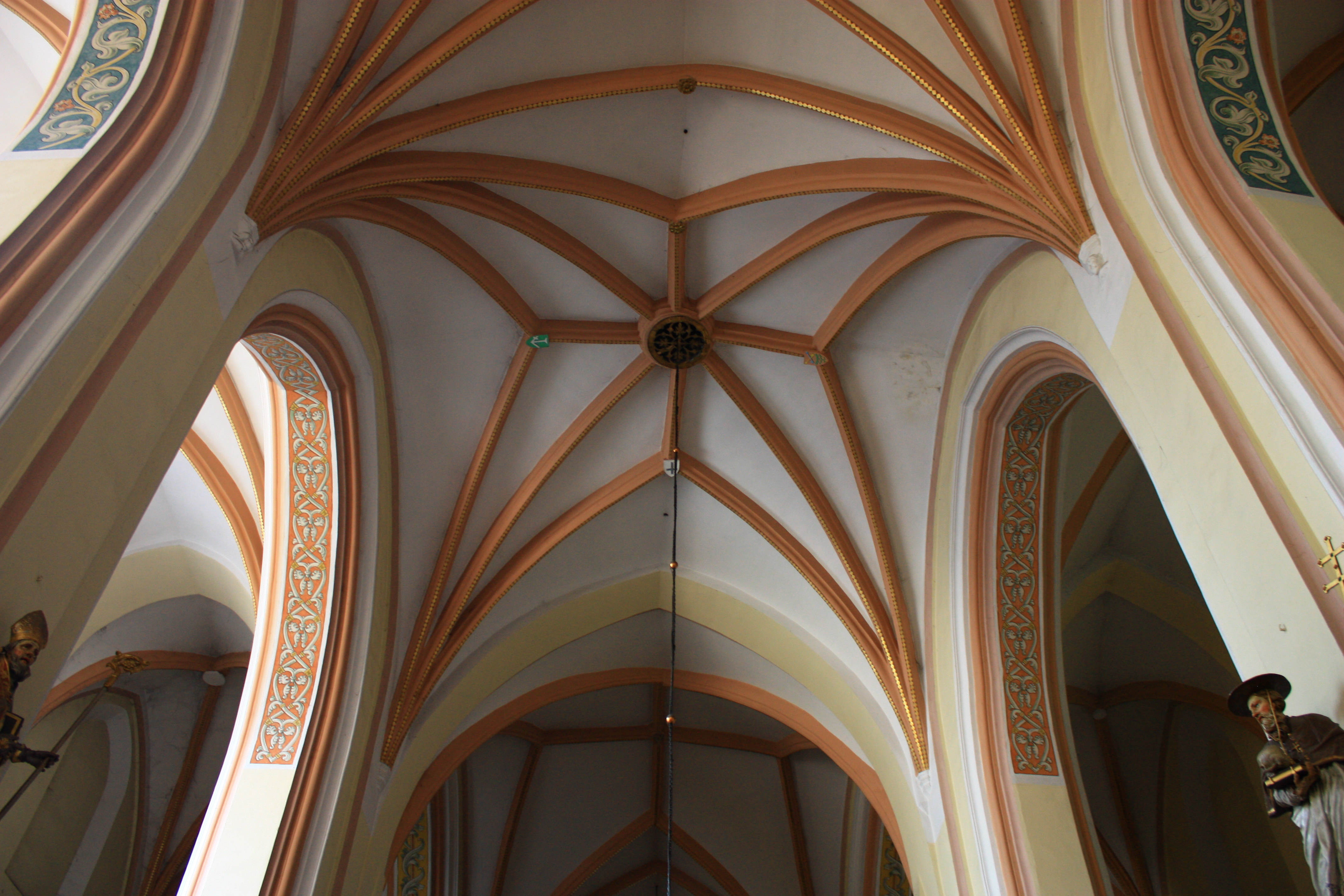
Sklepienie gwiaździste w głównej nawie

Jest to późnogotycka budowla, halowa, trójnawowa, 6-przęsłowa, z trójbocznymi zamknięciami naw od wschodu. Nawa główna jest szersza od bocznych i bardziej wysunięta ku przodowi. W północnej części znajduje się trójprzęsłowa zakrystia oraz trzy kaplice. Od strony zachodniej znajduje się kwadratowa wieża, z okrągłymi podporami. Od południa wybudowano cztery kaplice oraz niewielką neogotycką kruchtę.
Wymiary wewnętrzne świątyni:
- Nawa środkowa: długość 53,30 m; szerokość 7,20 m,
- Północna nawa boczna: długość 25,60 m, szerokość 3,60 m,
- Południowa nawa boczna: długość 25,60 m, szerokość 3,80 m,
- Wieża: długość 4,90 m, szerokość 5,30 m,
- Zakrystia: długość 14,60 m, szerokość 4,30 m[3]

Łuki stropów opierają się na dwunastu potężnych filarach, ogromny dach z czerwonej dachówki pokrywa trzy nawy: główną i dwie boczne. Z nich można przejść do kaplic modlitewnych. Bogato zdobione ołtarze pochodzą z renesansu, jednakże ich forma uzupełnia gotyckie kształty świątyni.
W południowo-zachodnim narożniku muru zachowała się późnobarokowa główna brama wejściowa z 1713 roku. Jej zwieńczenie stanowią kamienne rzeźby, św. Jana Nepomucena i dwa aniołki. Przy południowej elewacji kościoła stoi późnobarokowa, z 1730 roku, figura św. Jana Nepomucena, która do 1939 roku stała na namysłowskim rynku.  

## Organy
Organy wybudował w 1928 roku Carl Berschdorf. W 1995 roku remontowała je firma braci Broszko. Wielokrotnie wykonywane były na nich letnie koncerty organowe. 
Dyspozycja instrumentu:
| Manuał I                     | Manuał II             | Manuał III          | Pedał                      |
| ---------------------------- | --------------------- | ------------------- | -------------------------- |
| 1. Bordun 16'                | 1. Geigenprincipal 8' | 1. Weitprincipal 8' | 1. Principalbass 16'       |
| 2. Principal 8'              | 2. Flöte 8'           | 2. Flaut major 8'   | 2. Violon 16'              |
| 3. Doppelflöte 8'            | 3. Liebl. Gedackt 8'  | 3. Violine 8'       | 3. Subbass 16'             |
| 4. Gemshorn 8'               | 4. Salicet 8'         | 4. Quintade 8'      | 4. Zartbass 16'            |
| 5. Octave 4'                 | 5. Schalmey 4'        | 5. Blockflöte 8'    | 5. Octavbass 8'            |
| 6. Rohrflöte 4'              | 6. Spitzflöte 4'      | 6. Aeoline 8'       | 6. Flautbas 8'             |
| 7. Rauschquine 2 2/3' und 2' | 7. Nachthorn 2'       | 7. Vox celestis 8'  | 7. Starkflöte 4'           |
| 8. Mixtur 3-4 fach           | 8. Cornett 3 fach     | 8. Kupferflöte 4'   | 8. Pedalrauschquine 2 fach |
| 9. Horn 8'                   | 9. Dulcian 8'         | 9. Fugara 4'        | 9. Sordun 32'              |
|                              |                       | 10. Piccolo 2'      | 10. Posaune 16'            |
|                              |                       | 11. Cymbel 3 fach   | 11. Trompete 8'            |
|                              |                       | 12. Trompete 8'     |                            |
|                              |                       | 13. Fagott 16'      |                            |